# Unterlüß

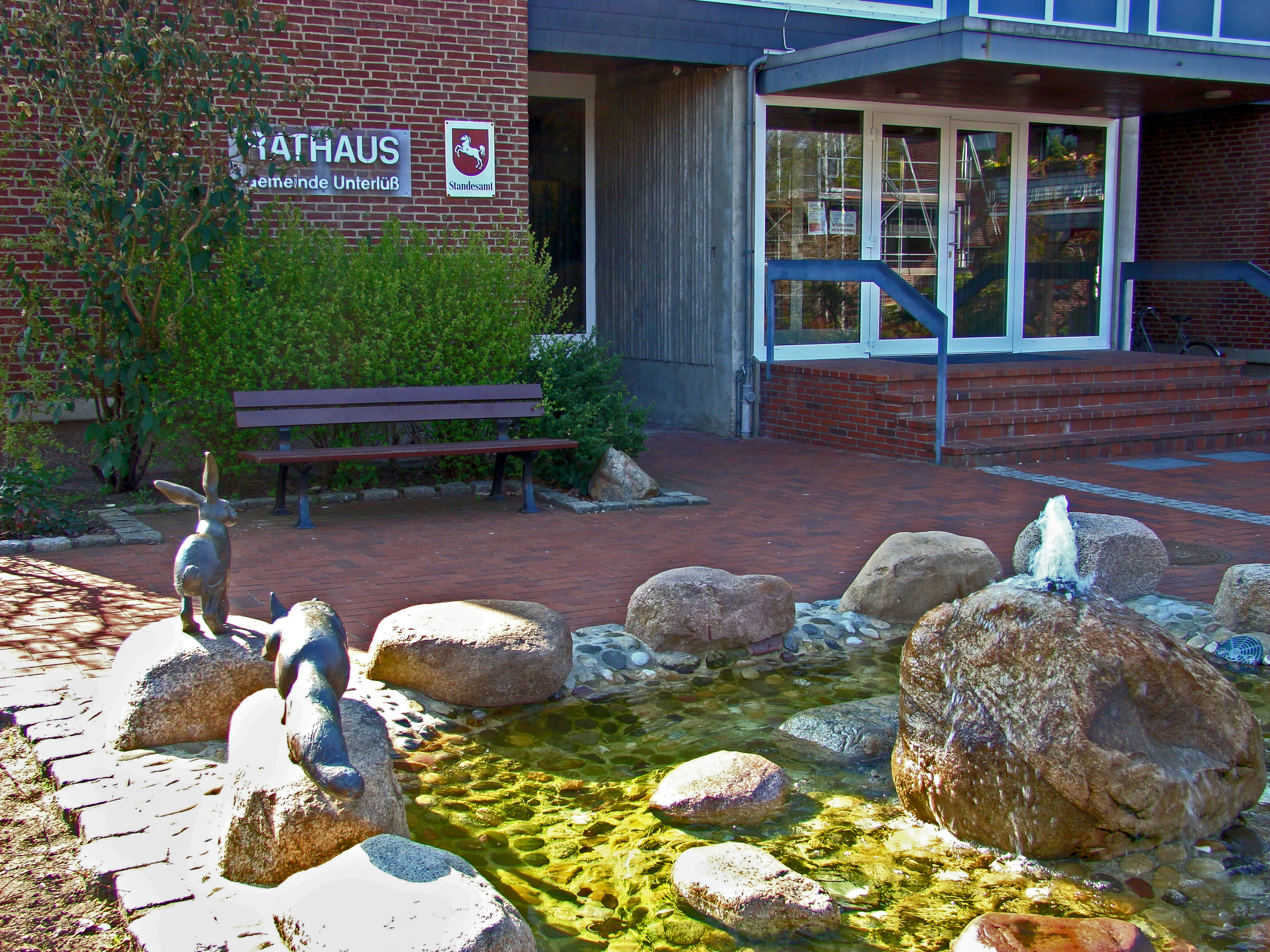
Fuchs-und-Hase-Brunnen vor dem Rathaus

Unterlüß liegt im Nordosten des Landes Niedersachsen in der Lüneburger Heide am Ostrand des Naturparks Südheide. Die Ortschaft gehört zur Gemeinde Südheide im Landkreis Celle.

## Geografie

### Geografische Lage

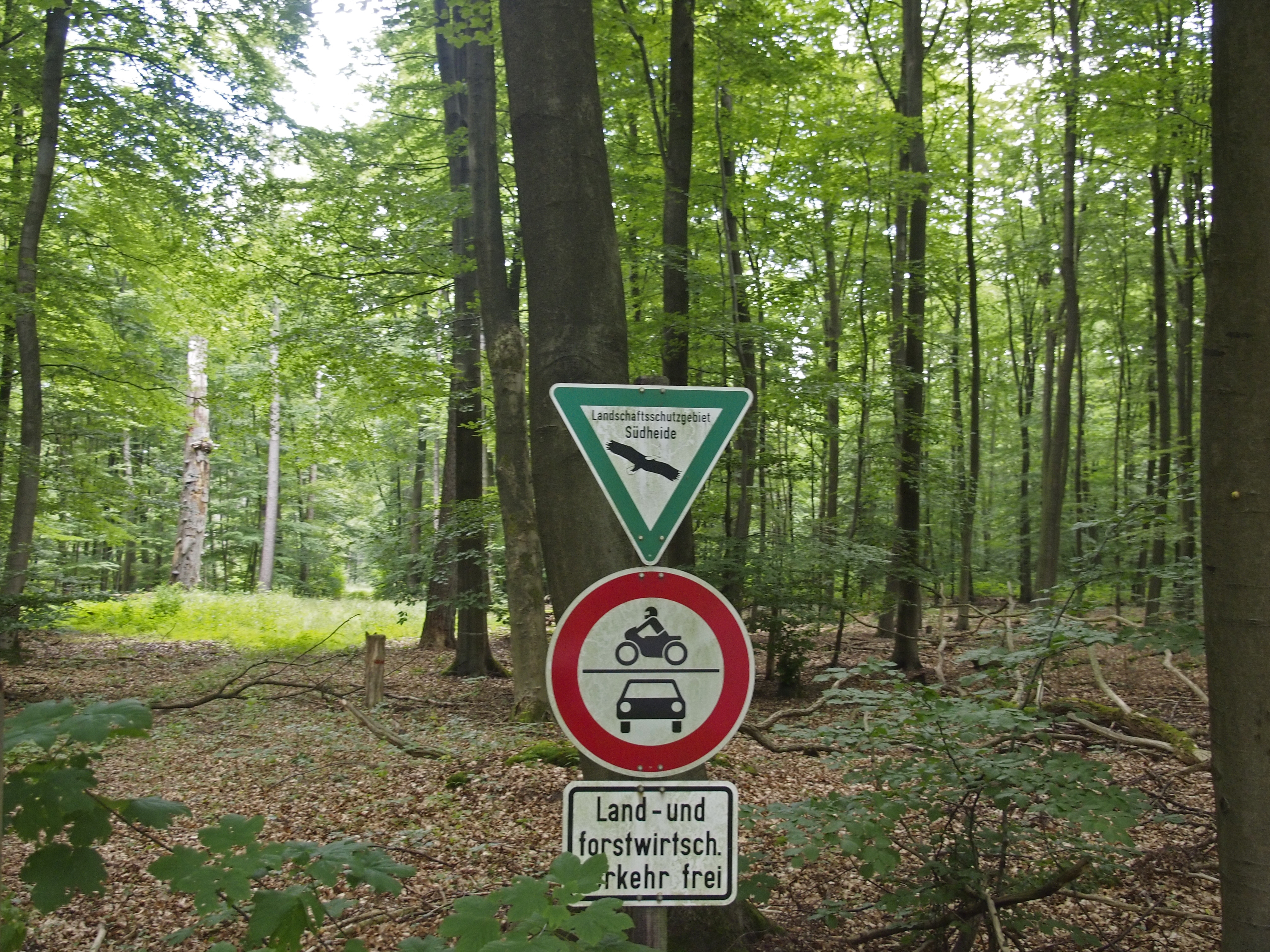
Der Lüßwald nahe Unterlüß

Unterlüß liegt inmitten des 7500 ha großen Lüßwaldes, eines Mischwaldes mit Kiefern, Fichten, Buchen, Eichen und Birken. Er ist eines der größten zusammenhängenden Waldgebiete Deutschlands und Teil des Landschaftsschutzgebietes Südheide (LSG-CE 25).
Zur Gemeinde gehören die Ortschaften bzw. Gehöfte Altensothrieth, Lünsholz (Forsthaus), Lutterloh, Neuensothrieth (Forsthaus), Neu-Lutterloh (eine Neubauernsiedlung, gegründet 1955), Neuschröderhof, Schafstall (Forsthaus), Schröderhof, Siedenholz (früher Forsthaus, heute Jugendwaldheim) und Theerhof.

### Flächennutzung
Die Flächennutzung in Unterlüß verteilt sich wie folgt:
| Nutzungsart   | Größe   |                | Nutzungsart | Größe |
| ------------- | ------- | -------------- | ----------- | ----- |
| Wald          | 6478 ha | Wasserfläche   | 19 ha       |       |
| Gebäudefläche | 239 ha  | Landwirtschaft | 600 ha      |       |

## Geschichte

### Name
Bereits 1569 wurde der Flur- und Waldname Lüß erwähnt. Nach diesem Forst Lüß, der sich südwestlich des Ortes befindet, ist Unterlüß wohl benannt. Bis 1910 hieß lediglich die Bahnstation Unterlüß, die Siedlung trug den Namen „Siedenholz“. Im Jahr 1909 beantragte die Gemeindeversammlung beim Preußischen König, die Siedlung in Unterlüß umzubenennen. Der König genehmigte den Antrag, und seit dem 2. Februar 1910 führt die Gemeinde offiziell den Namen Unterlüß.

### Entstehung der Infrastruktur

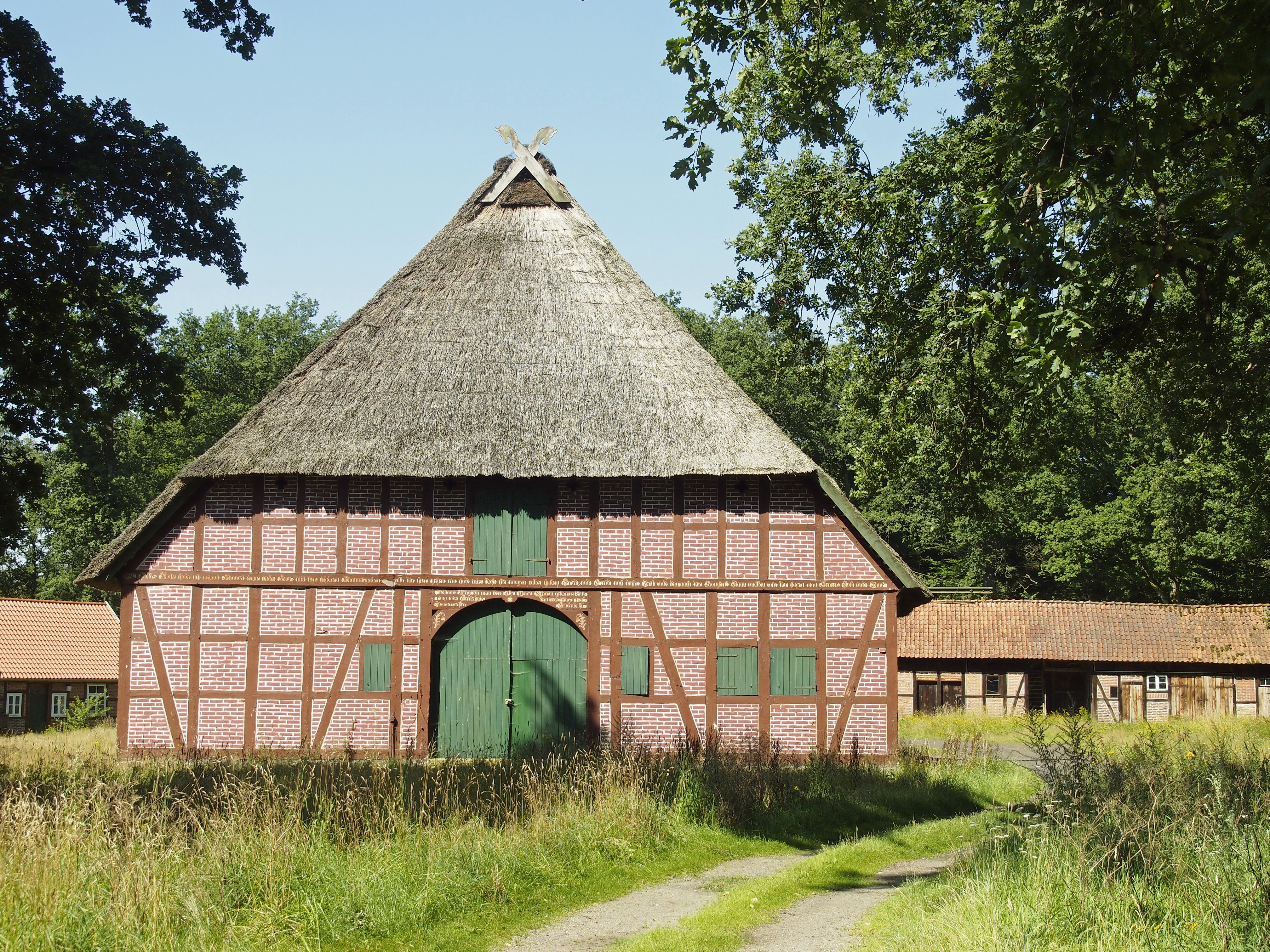
Ehemaliger Bauernhof in Altensothrieth

Im Jahr 1847 wurde die Bahnstrecke Lehrte–Harburg (Hannover–Hamburg) gebaut und der Bahnhof Unterlüß angelegt, am 1. Mai 1847 wurde er eröffnet. In der Folge entstand eine Siedlung am Bahnhof. Im Jahr 1997 wurde das 150. Ortsjubiläum begangen. 1899 legte die Rheinische Metallwaaren- und Maschinenfabrik Aktiengesellschaft in der Nähe einen Schießplatz an, ein erster Fabrikkomplex entstand. Das trug zum Aufschwung bei, so dass die Siedlung 1910 zu einer selbstständigen Gemeinde erhoben wurde. Im Ersten Weltkrieg wurden französische Kriegsgefangene bei Rheinmetall eingesetzt. Durch den Versailler Vertrag musste Rheinmetall auf zivile Produktion umstellen und betrieb ein landwirtschaftliches Mustergut in Altensothrieth, etwa 2,5 Kilometer nordwestlich von Unterlüß. Ersatzarbeitsplätze entstanden zum Teil in der Kieselgurindustrie.

### Aufrüstung und Zwangsarbeit

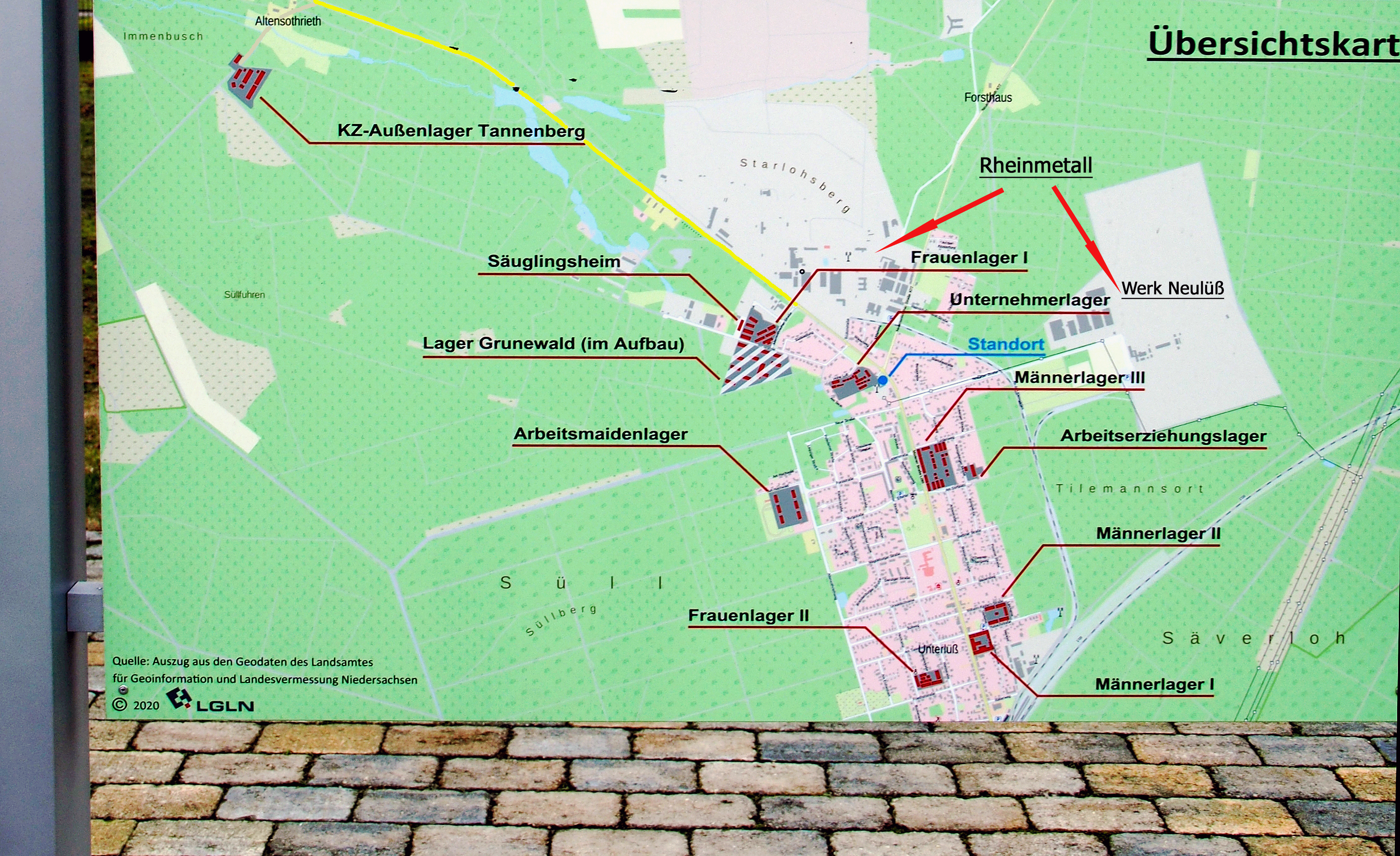
Ehemalige NS-Lager in Unterlüß; „Standort“ = Gedenkstätte - Männerlager III = heute Dorf-/Fußballplatz

Im Zuge der Aufrüstung der Wehrmacht wurde das Werk ab 1934 erweitert. Rheinmetall und Borsig wurden verstaatlicht und fusionierten zu Rheinmetall-Borsig. Im heutigen Ortsteil Hohenrieth (1942 eingemeindet) wurde 1936 eine Werkssiedlung errichtet. Mit Beginn des Zweiten Weltkrieges 1939 wurden polnische Zwangsarbeiter im Rheinmetall-Borsig-Werk eingesetzt, nach 1941 auch sowjetische Zwangsarbeiter. Daran erinnert ein im Februar 2022 eingerichteter Gedenkort. In Unterlüß befand sich im Ortsteil Hohenrieth am Frauenlager I auch eine Ausländerkinder-Pflegestätte, ein Säuglingsheim mit Entbindungsstation für Zwangsarbeiterinnen. Die Kinder (in der Nazi-Terminologie: „rassisch minderwertiger Nachwuchs“) sollten, „entweder durch Abtreibung oder durch kalkulierte Vernachlässigung nach der Geburt getötet“ werden. Im Januar 1945 war es mit 47 Kindern, darunter zwölf über Einjährigen, belegt. Die Todesfälle lassen sich den einzelnen Lagern nicht zuordnen. In Unterlüß sind 59 Geburten und 40 Todesfälle sowjetischer Kinder registriert; bei den polnischen Kindern kamen 16 Todesfälle auf 61 Geburten. 1944 wurden ungarische Jüdinnen durch Rheinmetall-Borsig in einem Außenlager Unterlüß des KZ Bergen-Belsen in der Produktion beschäftigt. Nach Kriegsende 1945 wurde der Ort von den Briten besetzt und die teilweise zerstörten Werksanlagen sowie die Werkssiedlungen wurden beschlagnahmt. Im Ort existierten etwa zwanzig Barackenlager für mehr als 4000 ausländische Zwangsarbeiter sowie Kriegsgefangene (etwa 2500 Polen, 1000 Sowjetbürger, 500 Jugoslawen und 1000 aus anderen Ländern).

### Aufschwung nach dem Zweiten Weltkrieg
Die Rheinmetall Berlin AG wurde 1951 reprivatisiert; als zweiter Industriebetrieb in Unterlüß entstand die Textilmaschinenfabrik Artos, die komplett nach Maschen umsiedelte (heute „Interspare Textilmaschinen GmbH“). 1955 zogen die Briten ab, Rheinmetall produzierte nun für die Bundeswehr.
Unterlüß ist stark von der ansässigen Industrie abhängig. Das Deutsche Monatsblatt betitelt im Februar 1959 die Lage: „Ein Dorf ohne Äcker und Vieh“. Durch den Aufschwung von Rheinmetall sowie Ansiedlung weiterer Industriebetriebe (z. B. die inzwischen stillgelegten Kieselgurwerke) in den Nachkriegsjahren erlebte der Ort in den 1950er Jahren einen enormen Aufschwung. Nach dem Krieg herrschte großes Elend im Ort, es gab fünf Elendsquartiere. Diese konnten mit Hilfe der Industrie sowie durch die politische Führung vollständig abgebaut werden. 140 Einzelhäuser mit 2 Wohnungen, 6 Sechsfamilien- sowie ein Zwölffamilienhaus entstanden. Dreiviertel des gesamten Fürsorgehaushaltsvolumens des Landkreises Celle floss in dieser Zeit in den Ort.
Der Orkan Quimburga richtete am 13. November 1972 im Lüßwald bei Unterlüß, einem der größten zusammenhängenden Waldgebiete in der Südheide, besonders großen Schaden an. 1978 wurde das Werk der Artos in Unterlüß geschlossen, nachdem es an den britischen Maschinenbaukonzern Babcock verkauft worden war. Mit Steuergeldern des Landes Niedersachsen errichtete Rheinmetall 1986 das Technologiezentrum Nord (TZN) für militärische Forschung, die auch zivil nutzbar sein sollte. Die Verkleinerung der Bundeswehr führte zu Auftragseinbrüchen und Abbau von Arbeitsplätzen bei Rheinmetall.

### Eingemeindungen
Am 1. Januar 1973 wurden Teilgebiete der Gemeinde Weesen mit damals etwa 300 Einwohnern eingegliedert.

### Ausgliederungen
Am 1. März 1973 wurde ein Gebiet mit damals weniger als 50 Einwohnern an die Nachbargemeinde Eschede abgetreten.

### Einwohnerentwicklung
Im Jahr 2007 hatte Unterlüß 3887 Einwohner. Der sprunghafte Anstieg der Einwohnerzahlen nach dem Zweiten Weltkrieg ist im Wesentlichen durch den Zuzug Vertriebener bedingt.
| 1940 | 2500 | 1970 | 4700 | 2005 | 4115 |
| 1945 | 8200 | 1980 | 4600 | 2006 | 3922 |
| 1950 | 4100 | 1990 | 4300 | 2007 | 3887 |
| 1960 | 4250 | 2000 | 4350 | 2008 | 3817 |

## Religion
Im Ort existieren zwei evangelisch-lutherische Kirchengemeinden. Das Gebiet gehört zum Kirchenkreis Celle. Es existiert ebenfalls eine evangelisch-freikirchliche Baptistengemeinde mit ihrer Christuskirche.
In Unterlüß gibt es ebenfalls eine römisch-katholische Kirchengemeinde, die Teil des Bistums Hildesheim ist.

## Politik

### Gemeinderat bis 2014
Der Rat der Gemeinde Unterlüß setzte sich aus 14 (2001: 15) Abgeordneten sowie (seit 2005) dem direkt gewählten hauptamtlichen Bürgermeister zusammen. Nach den Kommunalwahlen seit 2001 setzte sich der Gemeinderat jeweils wie folgt zusammen:
|      |               | CDU      | SPD      | parteilos     | FÜR Unterlüß | Gesamt   |  |  |
| 2001 | Sitze         | 9        | 6        | 0             | 0            | 15 Sitze |  |  |
| 2006 | Sitze         | 8        | 4        | 2             | 0            | 15 Sitze |  |  |
| 2011 | Sitze         | 6        | 3        | 0 (siehe FÜR) | 5            | 15 Sitze |  |  |
| 2011 | Stimmenanteil | (45,2 %) | (18,3 %) |               | (36,5 %)     |          |  |  |

letzte Kommunalwahl am 11. September 2011

### Bürgermeister bis 2014
- 1945–1948: Erich Müller, SPD (durch die britische Besatzungsmacht eingesetzt)
- 1948–1949: Heinrich Leifels, CDU
- 1949–1951: Walter Gähle, CDU
- 1951–1956: Heinrich Meyer
- 1956–1957: Wilhelm Schmidt, CDU
- 1957–1970: Robert Busse, CDU
- 1970–1991: August Biermann, CDU
- 1991–2005: Eberhard Staiger, CDU
- 2005–2014: Kurt Wilks, parteilos

Mit Wirkung vom 1. Oktober 2005 fiel das Amt des Bürgermeisters und des Gemeindedirektors bis zum 31. Dezember 2014 zusammen. Dieses Amt bekleidete der am 22. Mai 2005 mit 63 % der Stimmen gewählte Kurt Wilks, ein parteiloser Diplom-Verwaltungswirt.
Seit 1. Januar 2015 bildet Unterlüß zusammen mit dem benachbarten Hermannsburg die neue Gemeinde Südheide im Landkreis Celle.

### Ortsrat (ab 2015)
Der Ortsrat der Ortschaft Unterlüß besteht aus sieben Ortsratsmitgliedern. Bei der Kommunalwahl 2021 ergab sich folgende Sitzverteilung:
| Ortsrat 2021Insgesamt 7 Sitze - SPD: 2 - Grüne: 1 - CDU: 4 |

### Ortsbürgermeister (ab 2015)
Ortsbürgermeister ist Kurt Wilks (CDU).

## Kultur und Sehenswürdigkeiten

### Theater und Museen

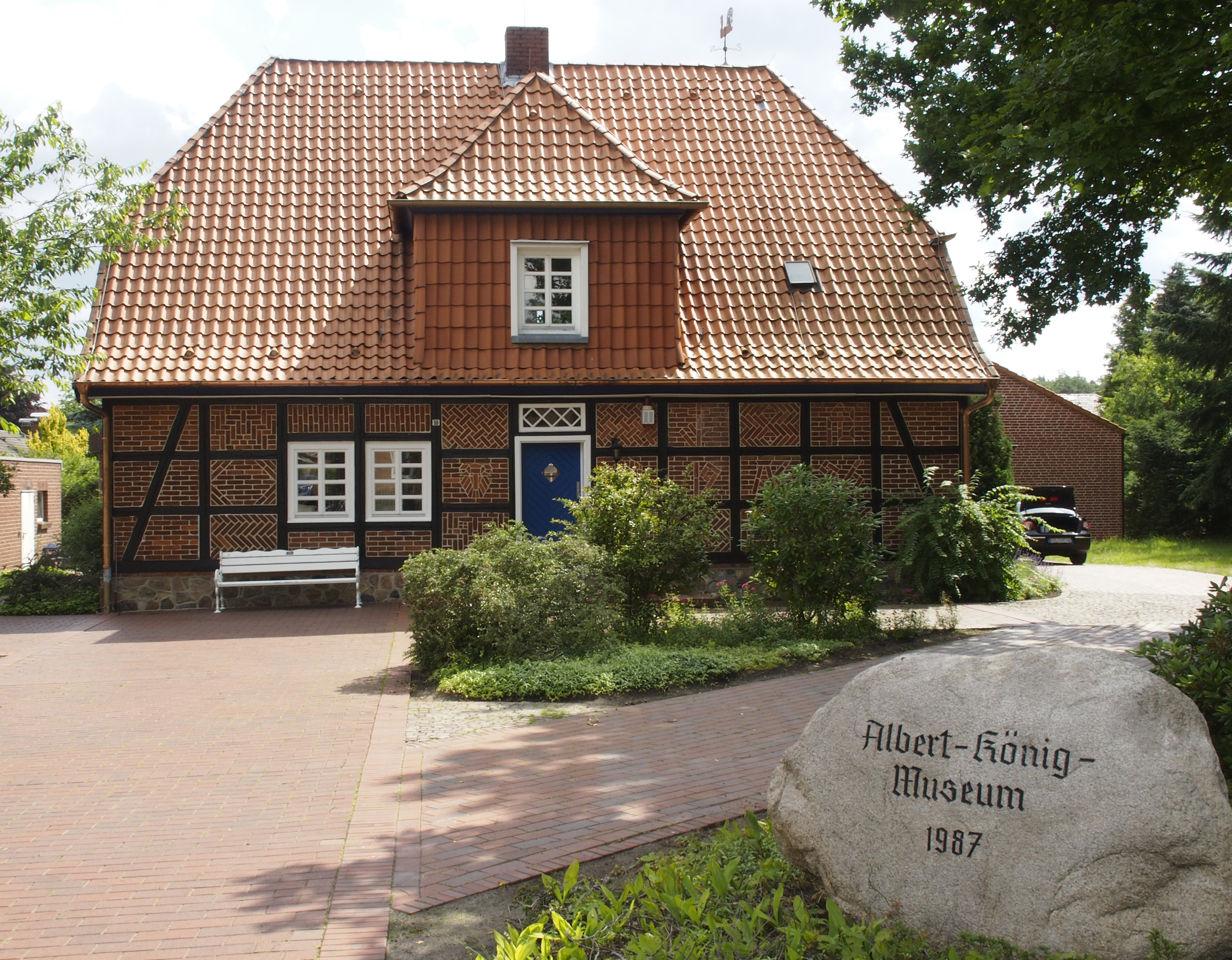
Das Albert-König-Museum

Das Albert-König-Museum, das einzige reine Kunstmuseum der Lüneburger Heide, ist dem Maler und Graphiker Albert König gewidmet, dessen Nachlass die Gemeinde Unterlüß geerbt hat. Das Museum befindet sich in seinem ehemaligen Wohnhaus.

### Musik
- Liedertafel „Frohsinn“ (Gesangverein)
- Gospelkonzerte der Evangelischen Friedenskirche
- Klassikkonzerte im Albert-König-Museum

### Bauwerke
- Evangelisch-lutherische Friedenskirche (Schulstraße 7)
- Evangelisch-Freikirchliche Christuskirche (Baptisten), 1980 eröffnet (Erfurter Weg 7)
- Katholische St.-Paulus-Kirche (Müdener Straße 33), 1926/27 erbaut und heute zur Pfarrgemeinde St. Johannes der Täufer in Celle-Vorwerk gehörend
- Neuapostolische Kirche (Heidkamp 9), 1988 erbaut und inzwischen geschlossen

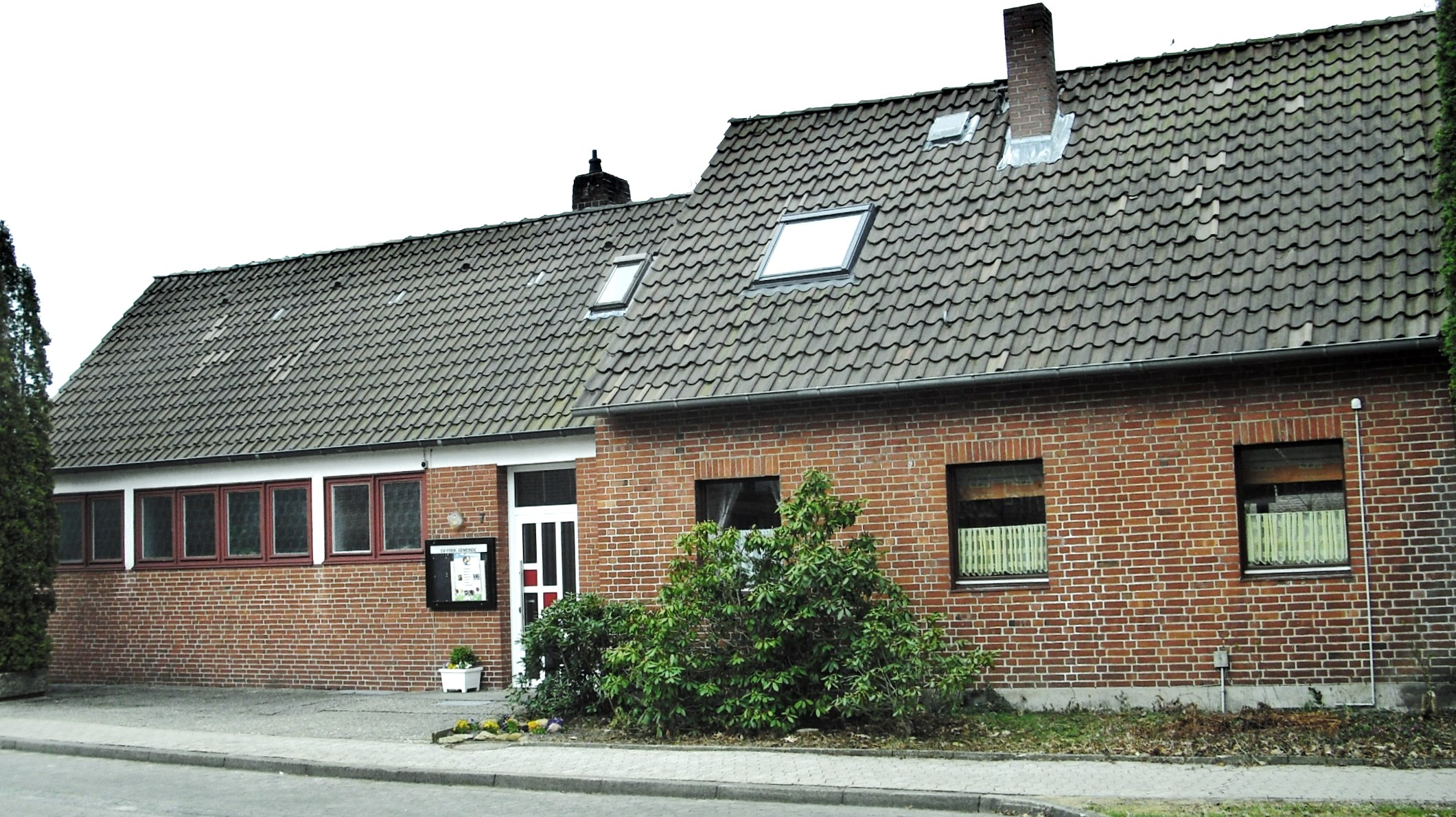
Christuskirche
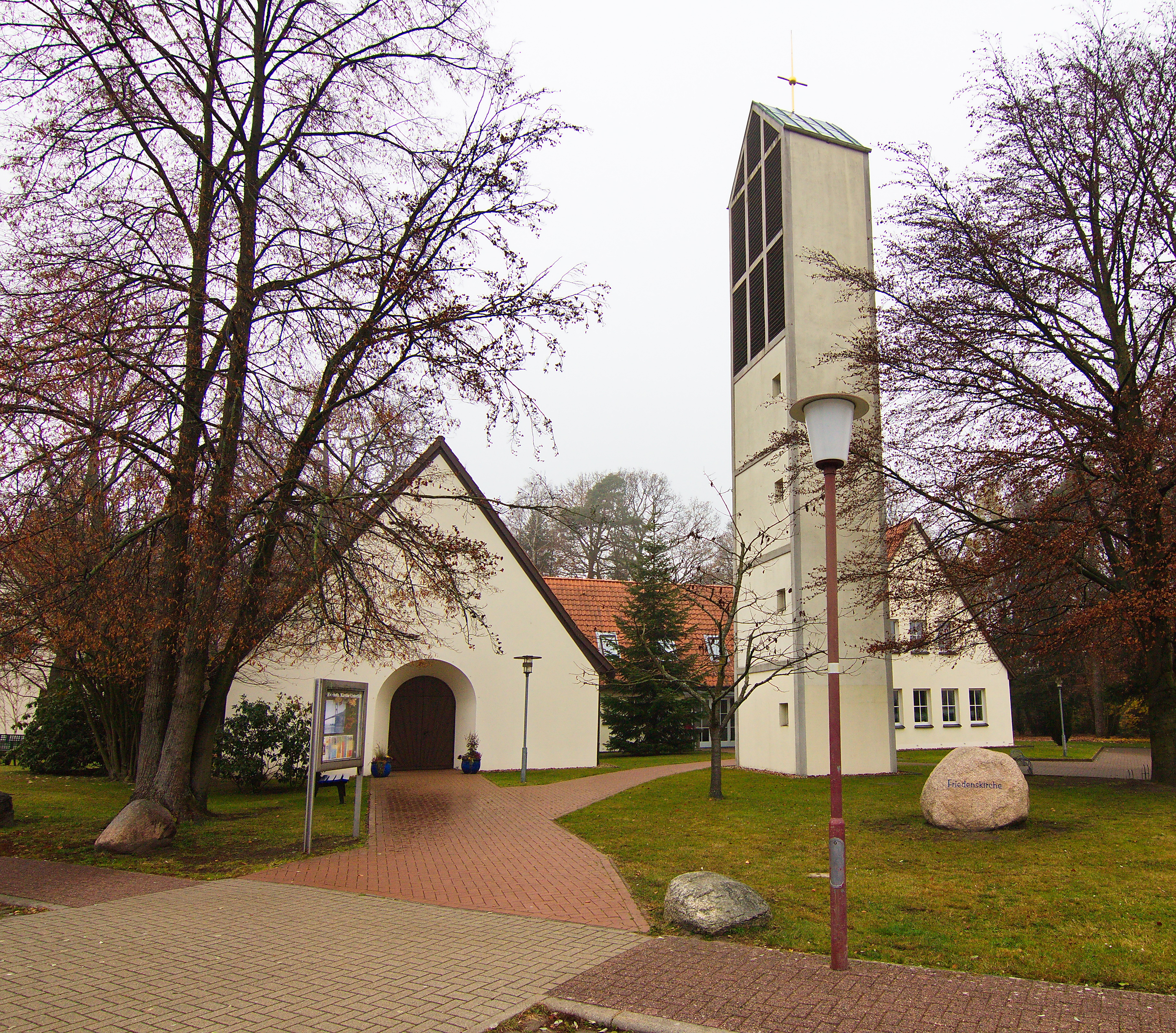
Friedenskirche
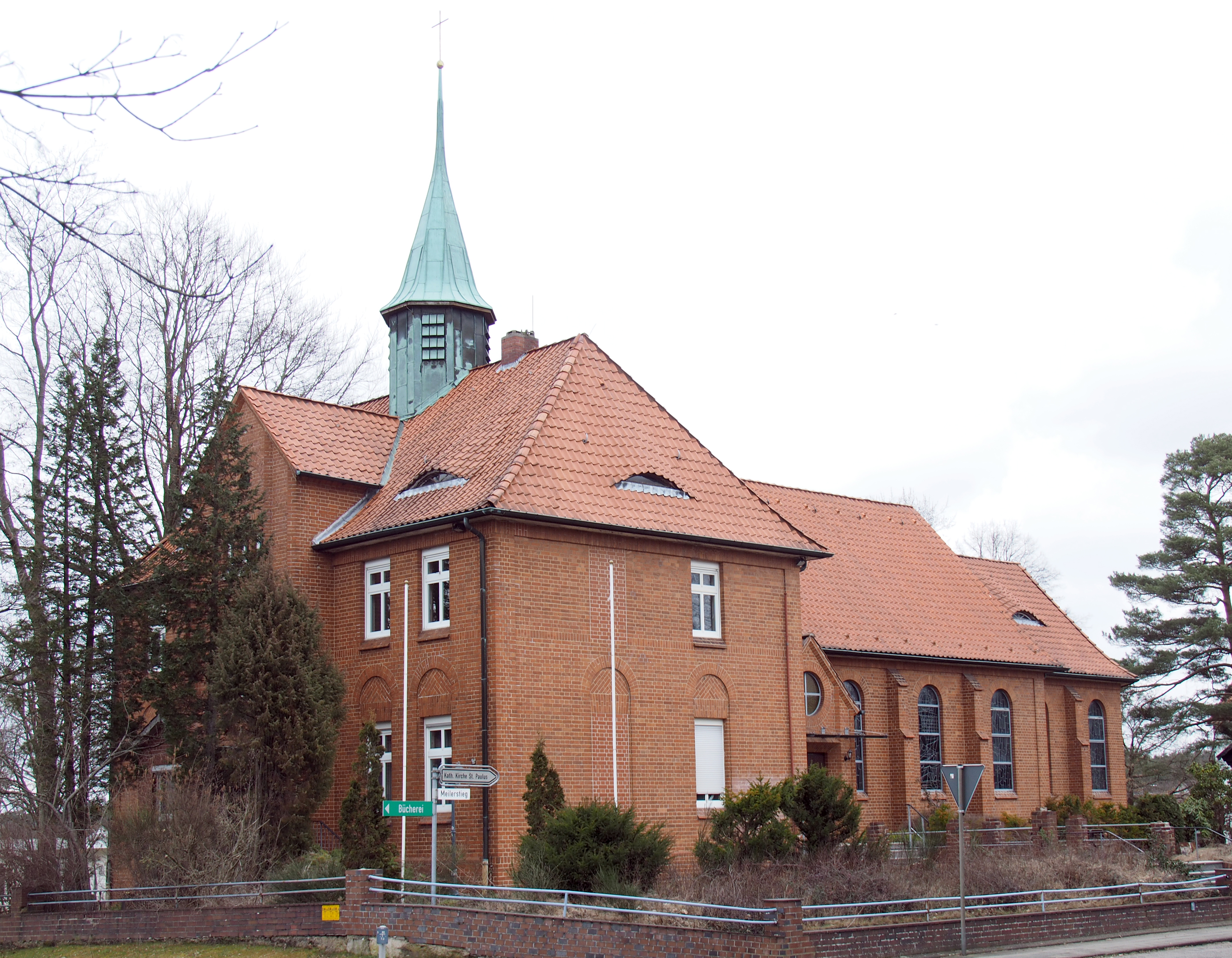
St.-Paulus-Kirche

### Denkmale
Gaußstein

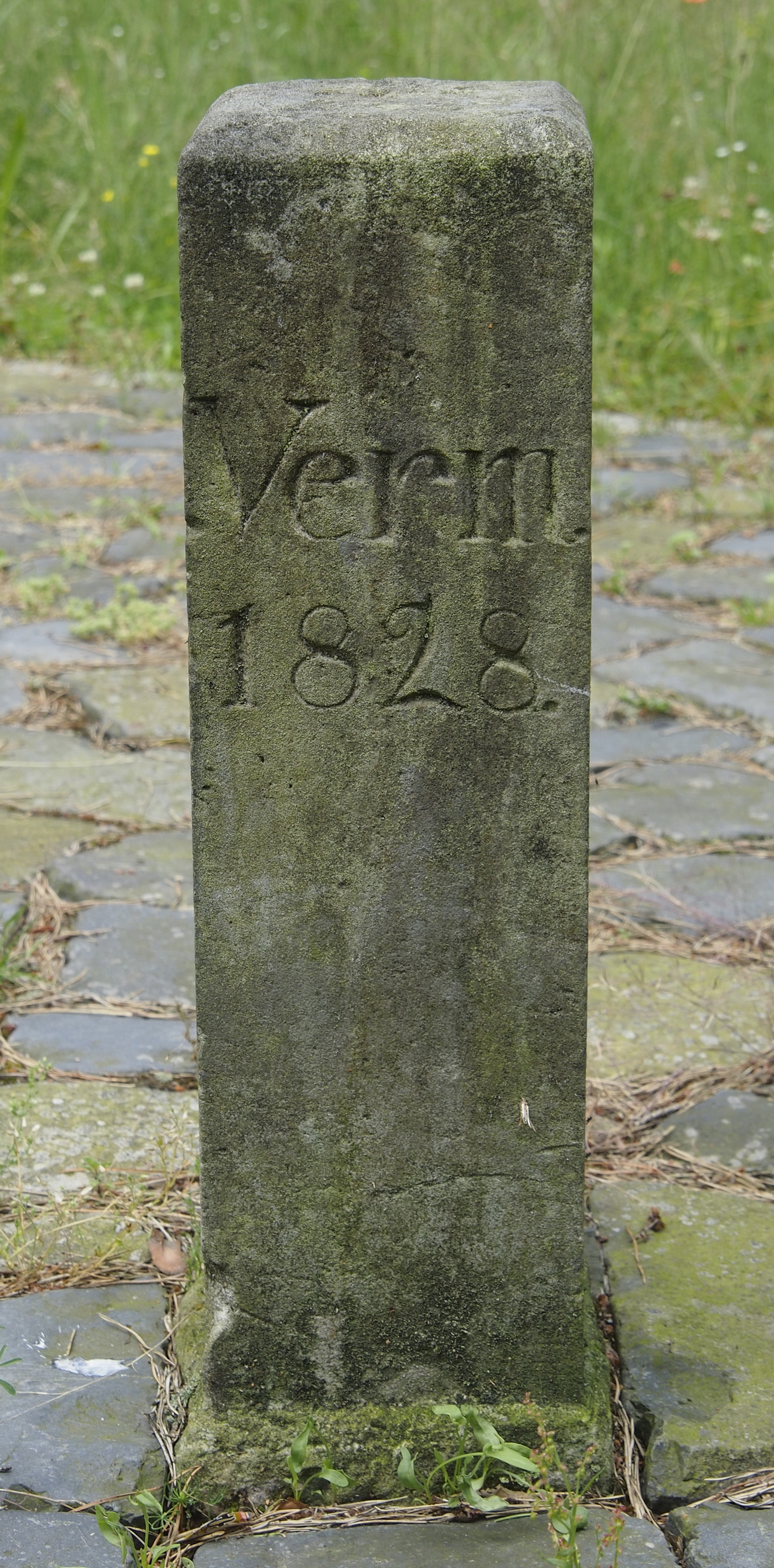
Gaußstein auf dem Breithorn

Im Jahr 1820 beauftragte König Georg IV. den Professor der Astronomie und Direktor der Sternwarte der Universität Göttingen, Carl Friedrich Gauß, das Königreich Hannover zu vermessen. Gauß benutzte für die Landvermessung auch den Berg Breithorn (118 m über NHN), südlich von Unterlüß, als einen der Dreieckspunkte zum weiter westlich bei Wardböhmen liegenden Falkenberg (150 m über NHN) und zu dem nördlich gelegenen Wilseder Berg (169 m über NHN). Es ist davon auszugehen, dass die Punkte Breitehorn, Haußelberg und Falkenberg, die heute alle im Wald liegen, damals auf freien, unbewaldeten Hügelkuppen lagen, wahrscheinlich umgeben von Heidelandschaft. Erst die großen systematischen Aufforstungen in der zweiten Hälfte des 19. Jahrhunderts führten zum heutigen bewaldeten Landschaftsbild.

### Sport
- Turn- und Sportverein (TuS) Unterlüß e. V. (verschiedene Sparten)
- DLRG (Schwimmsport), Schul- und Vereinsbad
- Keglervereinigung Unterlüß
- FC Unterlüß

### Regelmäßige Veranstaltungen
- Schützenfest in Unterlüß, seit 1952 jeweils am letzten Wochenende im Juli
- Schützenfest in Lutterloh, alljährlich am Himmelfahrtstag
- Unterlüßer Dorffest, seit 1981 jeweils am letzten Wochenende im August
- „Rheinmetall entwaffnen“, einwöchiges antimilitaristisches Camp seit 2017 im Spätsommer
- Sportwoche
- Waldweihnachtsmarkt, jeweils am Samstag vor dem 1. Advent

## Wirtschaft und Infrastruktur

### Unternehmen

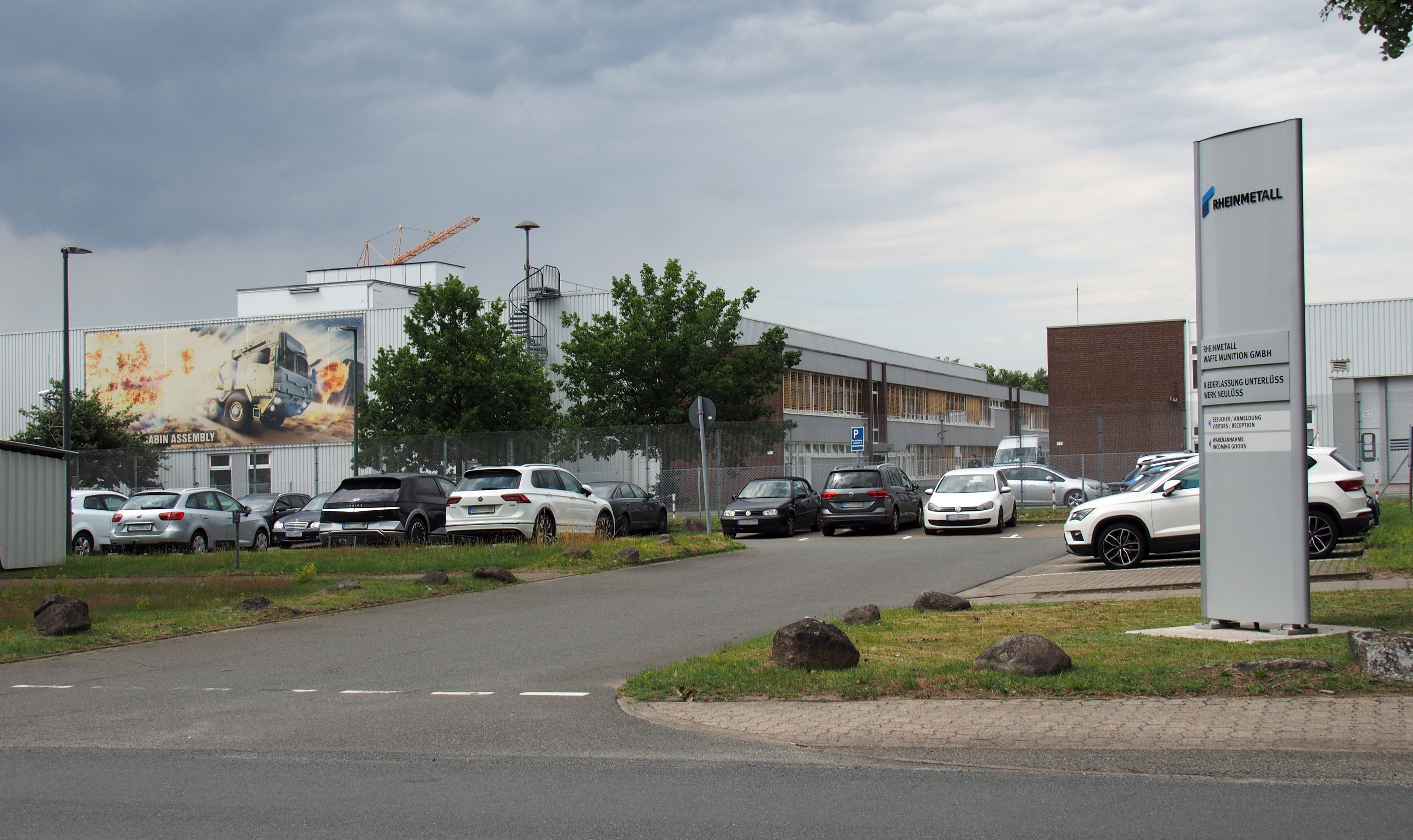
Rheinmetall Waffe Munition, Werk Neulüß (2023)

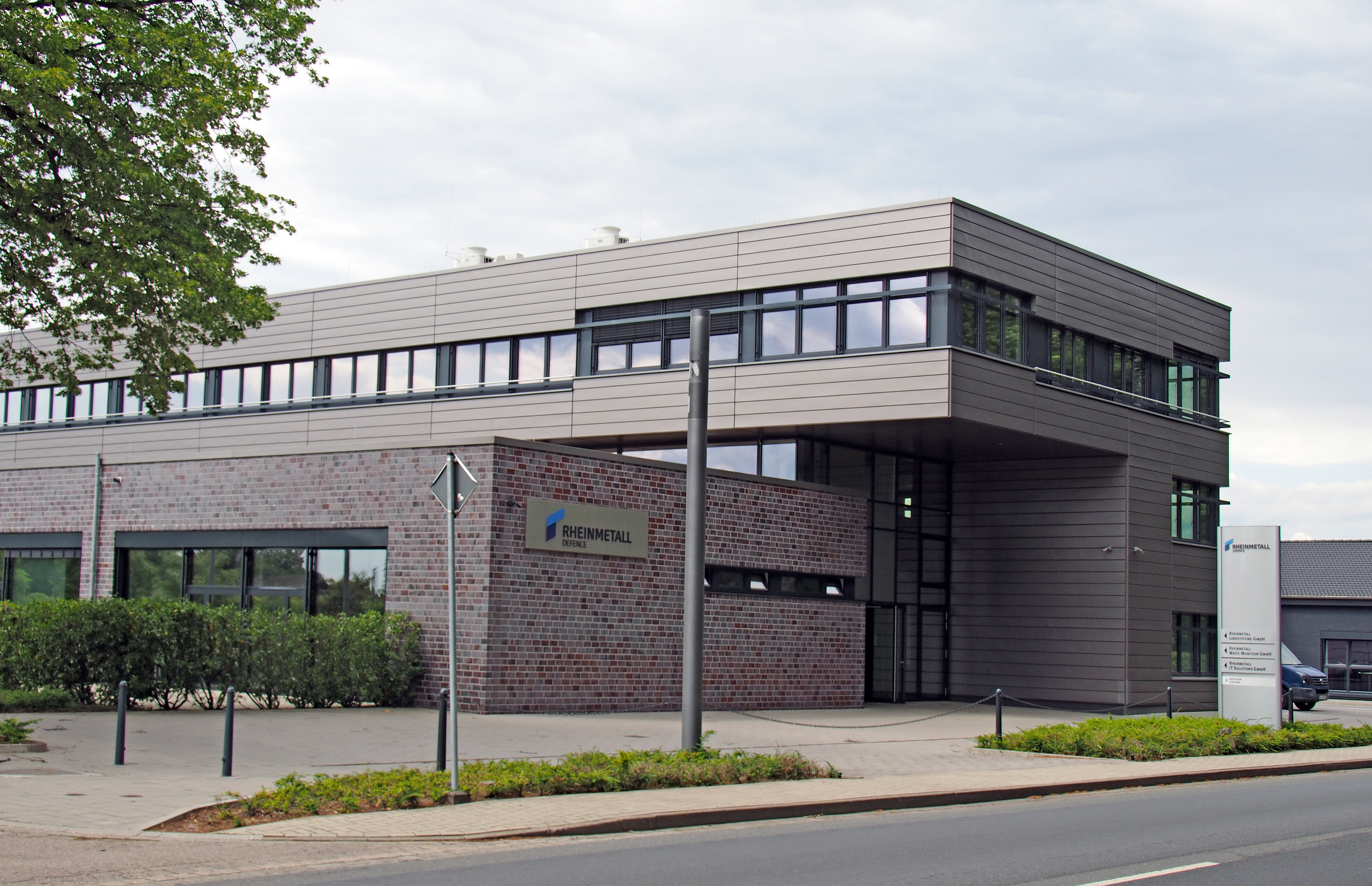
Verwaltungsgebäude Rheinmetall Defence, Unterlüß (2023)

- Rheinmetall[10] ist seit 1899 am Standort, hier arbeiten zwei Gesellschaften des Unternehmens. Im Unterlüßer Ortsteil Hohenrieth ist die „Rheinmetall Defence“ tätig,[11] die „Rheinmetall Waffe Munition GmbH“[12] ist mit einem Werk im Ortsteil Neulüß und der Verwaltung in Hohenrieth. Außerdem hat diese Gesellschaft in Hohenrieth ein Erprobungszentrum.[13] Mit zurzeit (Stand April 2023) ca. 2200 Mitarbeitern ist Rheinmetall der größte Arbeitgeber der Gemeinde Südheide. Rheinmetall errichtet in Unterlüß ein eigenes autonomes Hochsicherheits-Datencenter mit mehreren Tausend Servern, um völlig unabhängig von fremden IT-Anbietern zu sein. Ende 2023 sollte es fertiggestellt sein. Es wird die weltweiten Unternehmensstandorte mit Rechenleistung verbinden. Ein weiteres Rechenzentrum wird in Hermannsburg errichtet.[14]

Rheinmetall investiert in Unterlüß rund 300 Millionen Euro zum Bau einer weiteren Munitionsproduktion. Im Februar 2024 fand der erste Spatenstich statt. Hintergrund ist der
russische Angriffskrieg auf die Ukraine seit 2022 mit einem hohen Munitionsbedarf der Ukraine.

### Bildung
- Kindergarten „Noahs Arche“ (ev.-luth.)
- Kindergarten/-krippe „Regenbogen“ (DRK)
- Grundschule „Waldschule“
- Außenstelle der Volkshochschule Celle (beherbergt in der Grundschule)

### Verkehr
Der Bahnhof von Unterlüß liegt an der Bahnstrecke Hannover–Hamburg. Diese wird von der Metronom-Eisenbahngesellschaft bedient, Züge nach Hannover/Göttingen und Uelzen/Hamburg verkehren im Stundentakt.
Im Straßenverkehr liegt Unterlüß 8 km von der Bundesstraße 191 entfernt. So sind die Städte Celle (37 km) und Uelzen (35 km) jeweils in einer guten halben Stunde zu erreichen.

## Persönlichkeiten
- Hans Ritter (* 1891 in Unterlüß; † 1978 in München), Jurist und Politiker
- Tilopâ Monk (* 1949 als Rüdiger Frank in Unterlüß-Lutterloh; † 2010 in Wuppertal), Künstler